# Johnny Speight
Pour les articles homonymes, voir Speight.
Johnny Speight est un scénariste et acteur britannique né le 2 juin 1920 à Canning Town (Royaume-Uni) et décédé le 5 juillet 1998 à Chorleywood (Royaume-Uni).

## Filmographie

### comme scénariste
- 1975 : Hogan in London (TV)
- 1956 : Frankie Howerd (feuilleton TV)
- 1957 : The Arthur Haynes Show (série télévisée)
- 1958 : The April 8th Show (Seven Days Early) (TV)
- 1960 : Ladies and Gentle-Men (TV)
- 1961 : The Compartment (TV)
- 1963 : Shamrot (TV)
- 1966 : East of Howerd (TV)
- 1967 : To Lucifer, a Son (TV)
- 1968 : If There Weren't Any Blacks You'd Have to Invent Them (TV)
- 1969 : Till Death Us Do Part (en)
- 1969 : Curry & Chips (série télévisée)
- 1972 : The Alf Garnett Saga
- 1973 : Frankie Howerd in Ulster (TV)
- 1974 : Francis Howerd in Concert (TV)
- 1985 : In Sickness and in Health (série télévisée)
- 1989 : The Nineteenth Hole (série télévisée)
- 1997 : An Audience with Alf Garnett (TV)
- 1997 : A Word with Alf (série télévisée)

### comme acteur
- 1957 : Closing Night (TV)
- 1967 : The Plank : Chauffeur
- 1969 : Rhubarb : Gents Rhubarb
- 1972 : The Alf Garnett Saga : Barmy Harry